# Barban
Barban (olaszul: Barbana) falu és község Horvátországban, Isztria megyében. Közigazgatásilag Balići II, Bašići, Bičići, Borinići, Cvitići, Dolica, Draguzeti, Glavani, Gorica, Grandići, Hrboki, Jurićev Kal, Koromani, Kožljani, Manjadvorci, Medančići, Melnica, Orihi, Petehi, Prhati, Puntera, Rajki, Rebići, Rojnići, Sutivanac, Šajini, Vadreš, Varož és Želiski települések tartoznak hozzá.

## Fekvése
Az Isztria délkeleti részén, Pólától 28 km-re északkeletre, Labintól 10 km-re délnyugatra, a Raša folyó völgye felett, a folyó torkolatától északnyugatra fekszik. Barban község Pićan, Sveta Nedelja, Raša, Marčana, Svetvinčenat, Žminj és Gračišće községekkel határos, melyekkel jó a közúti összeköttetése. Barbant és a vonzáskörzetébe tartozó települések területét a helyiek Barbanštinának nevezik.

## Története
A település nevét a hagyomány szerint a római Parpanus családról kapta. A szlávok az avarok segédnépeiként a 6. század végén érkeztek az Isztriai-félsziget területére és a 7. század közepére szállták meg a teljes területét. Az első szláv települések a 8. században jöttek létre. 788-tól 952-ig a félszigetnek ez a része a Raša folyóig frank uralom alá tartozott, míg a Rašától keletre eső területek a fiatal horvát államhoz tartoztak. A határ azonban nem jelentett egyúttal etnikai határt is, így horvát közösség jött létre nemcsak Barban, hanem az attól nyugatabbra fekvő területeken is egészen Porecsig. A 952 és 1209 közötti időszakban az Isztria német hűbérurak uralma alatt volt. A barbani közösség területe magában foglalta a Rašától a Limska Dragáig húzódó, úgynevezett Dvograda területét. A barbani önálló horvát jogrend és igazgatás létezéséről tanúskodik az az 1199. február 10-én kelt oklevél, mely szerint Pribiszlav barbani bíró (župan) gróf Hangelpart jelenlétében megegyezett a pólai bírói és végrehajtó hatalmat képviselő Ruggeri podesztával, melyben megígérte hogy Póla városának negyedet és legelőt (travarina) ad, valamint üldözi a bűnözőket és aláveti magát a pólai bíróságnak. Egy ugyanez év március 4-én kelt másik oklevélben Pribiszlavot Barban elöljárójának (gastald) nevezik. 1209-ben a település az aquilei pátriárka fennhatósága alá került. A 13. századra az Isztrián is elterjedt az ősi horvát glagolita írás. Ennek bizonyítéka, hogy a barbani Szent Antal és Szent Jakab templomok freskóin több bekarcolt glagolita írásjel is látható. A 13. században Barban vidéke a pazini grófság hűbérbirtoka volt. Az aquileiai pátriárka és a pazini grófok közötti állandó birtokviták rendezésére 1275-ben határmegállapító bizottságot jelöltek ki, mely felfektette a ma Isztriai határbejárás (Istarski razvod) néven ismert fontos történelmi dokumentumot. Nagy jelentősége, hogy ebben szerepel számos isztriai település és földrajzi név első említése. A dokumentum a Barbanština határmegállapításával is nagy terjedelemben foglalkozik. 1374-ben az utolsó pazini gróf IV. Albert halála után Barban és Rakalj Habsburg uralom alá került. A századok során az itt élőket számos megpróbáltatás érte. A hosszan elhúzódó osztrák-velencei háború során 1516-ban a velencei hadak foglalták el, égették fel és rabolták ki. A tridenti béke értelmében a velenceiek végül öt és félezer velencei dukát megfizetése ellenében elhagyták volna Barbant és Rakaljt. Minthogy azonban ekkora összeget sem az akkori zálogbirtokos Simon Taxis, sem a két közösség nem bírt kifizetni, végül Barbant és Rakaljt kénytelenek voltak eladni. 1535-ben 14.760 dukátért a velencei Loredan család vásárolta meg és több mint háromszáz évre (1869-ig) a birtokukban maradt. Az uszkók háborúk következtében 1610-ben és 1612-ben is elpusztult. 1797-ben megszűnt a Velencei Köztársaság és a település 1813-ig francia uralom alatt állt, közben 1805-ben az Isztriával együtt a napóleoni Olasz Királyság része lett. A francia uralom több változást is hozott az isztriai települések életében, melyek közül a legfontosabb a hűbéri viszonyok megszüntetése, az egyházi befolyás csökkentése és a települések önállóságának növekedése voltak. Napóleon bukása után a bécsi kongresszus az Isztriát Ausztriához csatolta és egészen 1918-ig osztrák uralom alatt állt. A falunak 1857-ben 147, 1910-ben 244 lakosa volt. Az első világháború után a falu Olaszországhoz került. Az olasz hatóságok kezdettől fogva a horvát nyelv és az oktatás elsorvasztásán dolgoztak. Bezárták a horvát iskolákat, 1923-ban betiltották a horvát nyelv használatát a közigazgatásban, majd 1925ben az igazságszolgáltatásban is. 1923-ban megszűnt a horvát nyelvű oktatás, a személyneveket olaszosították. A tanárokat úgy válogatták meg, hogy csak olaszul beszéljenek. 1927-ben megszűntek a horvát kulturális és sportegyesületek, gazdasági társaságok és hitelintézetek. Számos horvát család emigrált Jugoszláviába, csak a Zágrábba kivándorolt isztriai horvátok számát hétezerre teszik. Az Isztria az 1943-as olasz kapituláció után szabadult meg az olasz uralomtól. Az 1943. szeptember 25-én Pazinban összeült isztriai szábor hatályon kívül helyezte az olasz hatóságok által hozott törvényeket. A második világháború után Jugoszlávia része lett. Jugoszlávia felbomlása után 1991-ben a független Horvátország része lett. 2011-ben a falunak 218, a községnek összesen 2715 lakosa volt. Lakói főként mezőgazdaságból (gabona és szőlőtermesztés) és állattartásból élnek.

## Nevezetességei
- Barban a középkorban erődített település volt, de mára a védőfalaknak csak ki része maradt fenn. Az egykori védelmi rendszer legjelentősebb fennmaradt elemei a négyszögletes védőtorony, a nagykapu és a kiskapu.[3] A torony jelenleg 10 méter magas, de a középkorban még 15 méter magas volt. A múltban itt volt a börtön. Tőle nem messze áll a nagy kapu, melyet 1718-ban építettek, a kapu felső részén az egykori birtokos Loredan család címere látható. A kiskaput 1720-ban építették.
- Szent Miklós tiszteletére szentelt plébániatemplomát[4] 1701 és 1708 között építették barokk stílusban a korábbi román stílusú templom helyén. 1843-ban és 1959-ben megújították. Értékesek oltárképei (Szent Miklós, Szent Sebestyén és a Mindenszentek) Tiziano tanítványának Jacopo Palma il Giovane (1548-1628) velencei manierista festőművésznek alkotásai, melyeket a régi templomból hoztak át. Kőből készített gótikus tabernákuluma 15. századi, egy koperi dominikánus mester alkotása. Harangtornyát 1585-ben építették, 25 méter magas. Alsó része középkori építmény. A mennyezetképek 1843-ban készültek. Értékes még a szentély jobb oldalán elhelyezett, fából faragott festett Szent Miklós szobor, melyet egykor a szent ünnepén (december 6.) körmenetben hordoztak.[3]
- Szent Jakab tiszteletére szentelt templomát[5] a 14. században építették. Belsejét a 15. század harmadik negyedében helyi mesterek által készített késő gótikus freskók díszítik. Az oltár feletti freskó a védelmező Szűzanyát ábrázolja, amint palástjával óvja tisztelőit. A bal és jobb oldali falakon több jelenetben ábrázolják Szent Jakab csodatételeit. A templomban több glagolita szöveg is olvasható.[3]
- A nagy városkapu előtt álló Remete Szent Antal tiszteletére szentelt templomát[6] a 14. század végén építették román stílusban. Kőből épített teteje van, freskói 15. századiak. A Szűzanyát gyermekével, Szent Orsolyát, Szent Borbálát, Szent Ilonát, Szent Balázst, Szent Jakabot és Szent Dénest ábrázolják. A boltozaton és az ablakoknál Remete Szent Antal életéből vett jelenetek láthatók. Több glagolita felirat is található benne (a legrégibb 1420-ból származik).
- A plébániatemplom közelében áll a Loredan-palota. A palotát 1536-ban vásárolta meg a Loredan család és 1606-ban a keleti védőfal beépítésével bővítették.
- Mellette található az 1555-ben épített loggia, melyet ma postahivatalként használnak. Ezzel egy időben épült az óratorony is, mely 1944-ben leégett, de 1945 után újjáépítették.
- A Barbanból Pólára menő út mellett áll a Kármelhegyi Boldogasszony tiszteletére szentelt temploma. A templomot 1664-ben építették.
- A településen augusztus második felében rendezik meg a hagyományos lovas körversenyt, melyet 1696-ban említenek először és 1976 óta rendeznek meg ismét.

## Lakosság
| Lakosság változása | Lakosság változása | Lakosság változása | Lakosság változása | Lakosság változása | Lakosság változása | Lakosság változása | Lakosság változása | Lakosság változása | Lakosság változása | Lakosság változása | Lakosság változása | Lakosság változása | Lakosság változása | Lakosság változása | Lakosság változása |
| ------------------ | ------------------ | ------------------ | ------------------ | ------------------ | ------------------ | ------------------ | ------------------ | ------------------ | ------------------ | ------------------ | ------------------ | ------------------ | ------------------ | ------------------ | ------------------ |
| 1857               | 1869               | 1880               | 1890               | 1900               | 1910               | 1921               | 1931               | 1948               | 1953               | 1961               | 1971               | 1981               | 1991               | 2001               | 2011               |
| 147                | 181                | 202                | 187                | 204                | 244                | 264                | 697                | 262                | 273                | 308                | 278                | 229                | 249                | 235                | 218                |